# Koszmosz–305
A Koszmosz–305 (oroszul: Космос 305) a szovjet Koszmosz műhold  műszeres sorozat tagja, technológiai műhold, a Luna-program része.

## Küldetés
Feladata a Hold-program keretében kifejlesztett Szojuz űrhajó technikai próbája űrkörülmények között. A program része volt az automatikus Holdra szállás, mintavétel, majd a Hold elhagyásával visszatérés a Földre.

## Jellemzői
1969. október 22-én a Bajkonuri űrrepülőtér indítóállomásról egy Proton hordozórakétával juttatták Föld körüli, közeli körpályára. Az orbitális egység pályája 88,2 perces, 51,5 fokos hajlásszögű, elliptikus pálya-perigeuma 170 kilométer, apogeuma 210 km volt. A pályára állást követően az automatikus rendszerek éles működésének ellenőrzését végezték (kapcsolattartás, irányíthatóság, manőverezés). A Luna–15-höz hasonló technikai eszközökkel volt felszerelve. Hasznos tömege 5600 kilogramm. Három ponton stabilizált (Föld-, Hold- és Nap-központú) űreszköz. Az utolsó fokozat hajtóművének újraindításával kívánták elérni a szökési sebességet. A szökési sebességet biztosító rakétahajtómű hibája miatt a program félbeszakadt. Aktív szolgálati ideje 2 nap volt, 1969.október 24-én belépett a légkörbe és elégett.
A leszállóegység részei a fékező-leszálló, az állványzat és a visszatérő egység. Minden egység energiaellátását kémiai akkumulátorok biztosították. A fékező-leszállóegység: üzemanyagtartályokból, fékező rakétahajtóműből, vezérlő-ellenőrző egységből, rádió adó-vevő berendezésből, antennából, állványzatból (lengéscsillapítókkal), stabilizáló egységből (giroszkóp), magasság- és sebességmérőből állt. Az állványzat biztosította az üreges mintavevő fúró stabilitását. Tetején egy nagy nyomásnak és hőnek ellenálló tartály volt elhelyezve, ide helyezte mintáit az automatika. A kapcsolatot 4 rúdantennán keresztül biztosították. A visszatérő egység hajtóanyagból és rakétahajtóműből, a hozzá tartozó rádió-adó berendezésből, vezérlő-ellenőrző egységből, korrekciós hideggáz-fúvókákból, stabilizáló (giroszkóp) egységből tevődött össze.

## Külső hivatkozások
- Koszmosz–305. nasa.gov. (Hozzáférés: 2012. november 17.)
- Koszmosz–305. zarya.info. [2022. július 1-i dátummal az eredetiből archiválva]. (Hozzáférés: 2013. január 26.)
- Koszmosz–305. ib.cas.cz. [2013. október 13-i dátummal az eredetiből archiválva]. (Hozzáférés: 2013. január 26.)

| Elődje: Koszmosz–300 | Luna-program 1969–1976 | Utódja: Luna E–8–5–405 |